# برسويت فركاراباط
برسويت فركاراباط (بالإسبانية: Bersuit Vergarabat) فرقة موسيقية أرجنتينية في صنف الروك، تأسست سنة 1987 في مدينة بوينوس آيريس وانطلقت من الفضاءات الموسيقية الهامشية للعاصمة الأرجنتينية لكي تصبح إحدى المجموعات المرجعية للروك الأرجنتيني.
خاصية هذه المجموعة هي إدماجها للألوان الغنائية المحلية لمنطقة أمريكا الجنوبية، كالكومبيا، التانجو، التشاكاريرا والكاندومبي إضافة إلى مواضيع أغنياتها التي تتطرق للحياة السياسية والاجتماعية للأرجنتين، ناهيك عن الطابع الحاد، الجريئ والغير محافظ لكلمات أغنياتها.
أسس المجموعة غوستافو كورديرا (المغني الرئيسي) وخوان سوبيرا (أورغ) وبيبي سيسبيديس (غيتار الباس). حاليا تضم المجموعة 9 عناصر ولم يتبق من الباعثين الثلاثة إلا سوبيرا وسيسبيديس بعد أن قرر كورديرا الانفصال عن المجموعة في 2009 لكي يخوض تجربة فنية فردية.

## تاريخ
التقى باعثو المجموعة الثلاثة (كورديرا وسوبيرا وسيسبيديس) سنة 1987 في أحد فضاءات بوينوس آيريس الموسيقية المخصصة للموسيقيين الهواة. هناك قاموا بأداء أولى مقطوعاتهم الموسيقية بطريقة ارتجالية لأول مرة أمام جمهور. تسمية برسويت فيركاراباط لم تظهر إلى غاية 1989.
في 1992 أصدرت المجموعة أول ألبوم غنائي لها بعنوان «مجرد بداية» Debut y punto وكانت المجموعة حينها قد كبرت بانضمام أوسكار راغي (غيتار كهربائي)، راوول باغانو (أورغ) وروبين سادريناس، كمغن إضافي إلى جوار كورديرا.
سنة بعد ذلك (1993)، صدر الأبوم الثاني بعنوان «فرحة مقرفة» Asquerosa Alegría. شكلت تلك السنة بداية عدم الاستقرار في بنية المجموعة، الذي سيصبح أمرا شبه ثابت أو هيكليا في مسارها: انضم في نفس السنة ألبيرتو بالينسويلا إلى الفرقة (كعازف غيتار ومغن).
شكلت سنة 1996 بداية الاكتساح الفعلي للفرقة بعد إصدارها لألبوم «دون ليوباردو» Don Leopardo وهي السنة التي قامت خلالها بتقديم 52 عرضا مباشرا في مدن روساريو وكوردوبا ومدن الساحل الأطلسي الأرجنتيني.
في 1998 انضم للفرقة المغنيان دانييل سواريس وخيرمان بارباتي، وأصدرت ألبومها الرابع بعنوان «إباحية» Libertinaje، وكان أول عمل للمجموعة مع المنتج الفني غوستافو سانتا أولايا. هذه السنة كانت بداية الشهرة الدولية لبرسويت بحيث قامت الفرقة بجولات عروض مباشرة ناجحة في دول أمريكا اللاتينية وإسبانيا والولايات المتحدة: شاركت المجموعة في مهرجان فيستيماد المرموق في إسبانيا وأربع جولات في سنة واحدة في المكسيك وحدها إضافة إلى سهرات ناجحة في تشيلي، فنزويلا، كولومبيا، كوستاريكا، أوروغواي، بوليفيا، بيرو، نيكاراغوا وغواتيمالا.
ختمت الفرقة تلك السنة التاريخية في مسارها بسهرة عملاقة في الهواء الطلق في العاصمة بوينوس آيريس أمام معلمة المسلة بالعاصمة، حضرها خمسون ألف شخص.
سنة 2000، أصدرت المجموعة أحد أكثر ألبوماتها جدلية واستفزازا، إن على مستوى الكلمات أو الإخراج البصري للأغاني بل وحتى لغلاف الالبوم. يتعلق الأمر «بأبناء المؤخرة» Hijos del Culo، والذي أشرف على إنتاجه الفني غوستافو سانتا أولايا. حقق الألبوم مرتبة مبيعات «القرص الذهبي» بعد أقل من شهر من طرحه، وقامت المجموعة بتسويقه عبر جولة من 50 عرضا مباشرا من بينها عرضان في ملعب مؤسسة المياه والصرف ذي الرمزية الكبرى لدى عشاق الروك الأرجنتيني.
في أواخر 2001، قامت الفرقة بتسجيل أول ألبوم لها على المباشر، بملعب الأعمال الخيرية، بعنوان De la cabeza con Bersuit، والذي طرح في الأسواق سنة 2002. ضم الألبوم 16 أغنية أغلبها إعادات لأغاني قديمة إضافة لأغنية جديدة واحدة. أمام النجاح الكبير للإصدار الجديد، قدمت المجموعة خمس سهرات إضافية في ملعب مؤسسة المياه والصرف خصص ريعها لمؤسسة رعاية الأيتام.
في 2004، أصدرت المجموعة ألبومها الشهير La argentinidad al palo الذي يحمل اسم أغنيته الرئيسية التي تستعرض تاريخ الأرجنتين بنبرة تتراوح بين الاعتزاز والتحرج من أحداث مؤسفة وسمت تاريخ البلاد. صدرت الأغنية في سياق كانت تمر خلاله البلاد بأزمات اقتصادية واجتماعية ناتجة عن تداعيات أزمة كساد الأرجنتين العظيم.
في 13 أبريل 2005، توجت المجموعة بجائزة غارديل الذهبية عن أحسن ألبوم غنائي، وفي أغسطس لنفس السنة أصدرت برسويت ألبوما جديدا بعنوان تيستوستيرونا Testosterona والذي تضمن مساهمات لمغنيين آخرين كآندريس كالامارو.
في 2007 أصدر خوان سوبيرا أول ألبوم فردي له وفي 2009 قام غوستافو كورديرا بنفس الأمر. استمرت المجموعة في الوجود بالموازاة مع هاتين التجربتين الفرديتين.
بعد حل مؤقت للمجموعة، عاودت بيرسويت للتجمع مرة أخرى، سنة 2011، بدون كورديرا، الذي قرر الاستمرار في تجربته الفردية بصفة نهائية.
مرحلة ما بعد خروج كورديرا تميزت بإصدار ألبومات La revuelta سنة 2012، El baile interior سنة 2014، Que Hable de Vos سنة 2015 وDe La Cabeza 2 سنة 2019.

## الأعضاء

### التشكيل الحالي
- خوان سوبيرا (عازف أورغ ومغن) - منذ 1988
- كارلوس إنريكي مارتين (عازف درامز) - منذ 1988
- روني سيسبيديس "بيبي" (عازف باس) - منذ 1988
- ألبيرتو بيرينسويلا (عازف غيتار ومغن) - منذ 1994
- دانييل سواريس (مغن) - منذ 1997
- خيرمان سبارباتي (مغن) - منذ 1997
- مانويل أوريونا (عازف آلات إيقاعية) - منذ 2001
- نانو كامبوليتي (عازف غيتار ومردد) - منذ 2011
- خوان برونو (عازف غيتار) - منذ 2016

### أعضاء سابقون
- غوستافو كورديرا (مغن) - من 1988 إلى 2009
- ميغيل خارا (عازف باس) - من 1988 إلى 1989
- روبين سادريناس (مغن) - من 1989 إلى 1996
- كارلوس «تشارلي» بيانكو (عازف غيتار) - من 1990 إلى 1994
- أوسكار أومبيرتو ريغي (عازف غيتار) - من 1990 إلى 2016
- مارسيلا شدياق (عازفة آلات إيقاعية) - من 1990 إلى 1993
- راوول باغانو (عازف أورغ) - من 1990 إلى 1993، توفي في 14 يوليوز 2020
- إيكتور ليمون غارسيا (مغن) - من 1996 إلى 1999

## وصلات خارجية
- برسويت فركاراباط على موقع IMDb (الإنجليزية)
- برسويت فركاراباط على موقع ميوزك برينز (الإنجليزية)
- برسويت فركاراباط على موقع أول ميوزيك (الإنجليزية)
- برسويت فركاراباط على موقع ديسكوغز (الإنجليزية)